# Nihonryori Ryugin
Nihonryori Ryugin (tiếng Nhật: 日本料理 龍吟 nghĩa là Rồng ca hát nền ẩm thực Nhật Bản) là nhà hàng ẩm thực kết hợp 3 sao Michelin tọa lạc tại Hibiya, Chiyoda-ku, Tokyo. Bếp trưởng là Yamamoto Seiji (山本 征治).

## Lịch sử
Ryugin được thành lập vào năm 2003 tại Roppongi, Minato-ku, Tokyo. Cái tên "Ryugin" xuất phát từ câu nói Zen "Ryugin sureba kumo okori" (龍吟雲起), có nghĩa là "những đám mây xuất hiện khi con rồng cất tiếng hát".
Ryugin được xếp hạng 20 trong 50 nhà hàng tốt nhất thế giới của S.Pellegrino năm 2011. Nhà hàng này đã dọn sang vị trí hiện tại vào năm 2018.